# Beauval (Somme)
Beauval település Franciaországban, Somme megyében. Lakosainak száma 1953 fő (2022. január 1.). Beauval Gézaincourt, Beauquesne, Candas, Doullens, Terramesnil és La Vicogne községekkel határos.

## Népesség
A település népességének változása:
| Lakosok száma | 2114 | 2101 | 2126 | 2095 | 2066 | 2036 | 2007 | 1984 | 1953 |
|               | 2013 | 2015 | 2016 | 2017 | 2018 | 2019 | 2020 | 2021 | 2022 |